# Price Cobb
Price Cobb, né le 10 décembre 1954, est un pilote automobile américain. Il a remporté les 24 Heures du Mans 1990 sur Jaguar XJR-12 et la Porsche Cup en 1994.